# Distretto di Leventina
Il distretto di Leventina si trova nel Canton Ticino, in Svizzera. Confina con i distretti di Blenio a est, di Riviera a sud-est, di Locarno e Vallemaggia a sud, con l'Italia (Provincia del Verbano-Cusio-Ossola in Piemonte) a sud-ovest, con il Canton Vallese (distretto di Goms) a ovest, con il Canton Uri e il Canton Grigioni (regione Surselva) a nord. Il capoluogo è Faido. Fa parte della Regione Tre Valli.

## Geografia fisica
Il distretto di Leventina è il terzo distretto per superficie (dopo i distretti di Vallemaggia e di Locarno) ed il terzo distretto meno popolato (seguito solo dai distretti di Blenio e Vallemaggia) del Canton Ticino.
La massima elevazione del distretto è il Pizzo Rotondo (3192 m s.l.m.). Altre cime comprendono il Campo Tencia (3072 m), il Pizzo Gallina (3061 m), il Piz Blas (3019 m), il Pizzo Lucendro (2963 m) ed il Pizzo Forno (2907 m) sopra Faido, Giornico e Pollegio, noto per aver dato il cognome Forni, tipico della val Leventina da Bedretto fino a Pollegio, a moltissime famiglie ancor oggi appartenenti ai patriziati del Canton Ticino.
Il fiume principale è il Ticino, che nasce al Passo della Novena. Il suo affluente Brenno segna, nel suo tratto terminale, il confine con il distretto di Riviera. La sorgente della Reuss, affluente del Reno, si trova nel distretto di Leventina, a nord del Passo del San Gottardo.
Il distretto comprende la valle omonima e la Val Bedretto. Orograficamente il territorio è diviso in alta, media e bassa Leventina. L'alta valle, che si snoda dalle gole del Piottino fino alle sorgenti del Ticino, comprende i comuni di: Bedretto, Airolo, Prato Leventina, Dalpe e Quinto. La media valle, compresa tra le gole della Biaschina e del Piottino, comprende il comune di Faido. Il territorio della bassa Leventina comprende i comuni di: Giornico, Bodio, Personico e Pollegio.
Il territorio si distingue anche per la presenza di importanti valli laterali. Da nord a sud troviamo subito dopo Airolo, sul fianco sinistro, la val Canaria; nel territorio del comune di Quinto, sempre sulla sponda sinistra, la val Piora; sul fianco destro la val Piumogna, sopra il comune di Dalpe e la valle di Chironico; la val d'Ambra marca il confine meridionale della Leventina sul fianco destro della stessa.

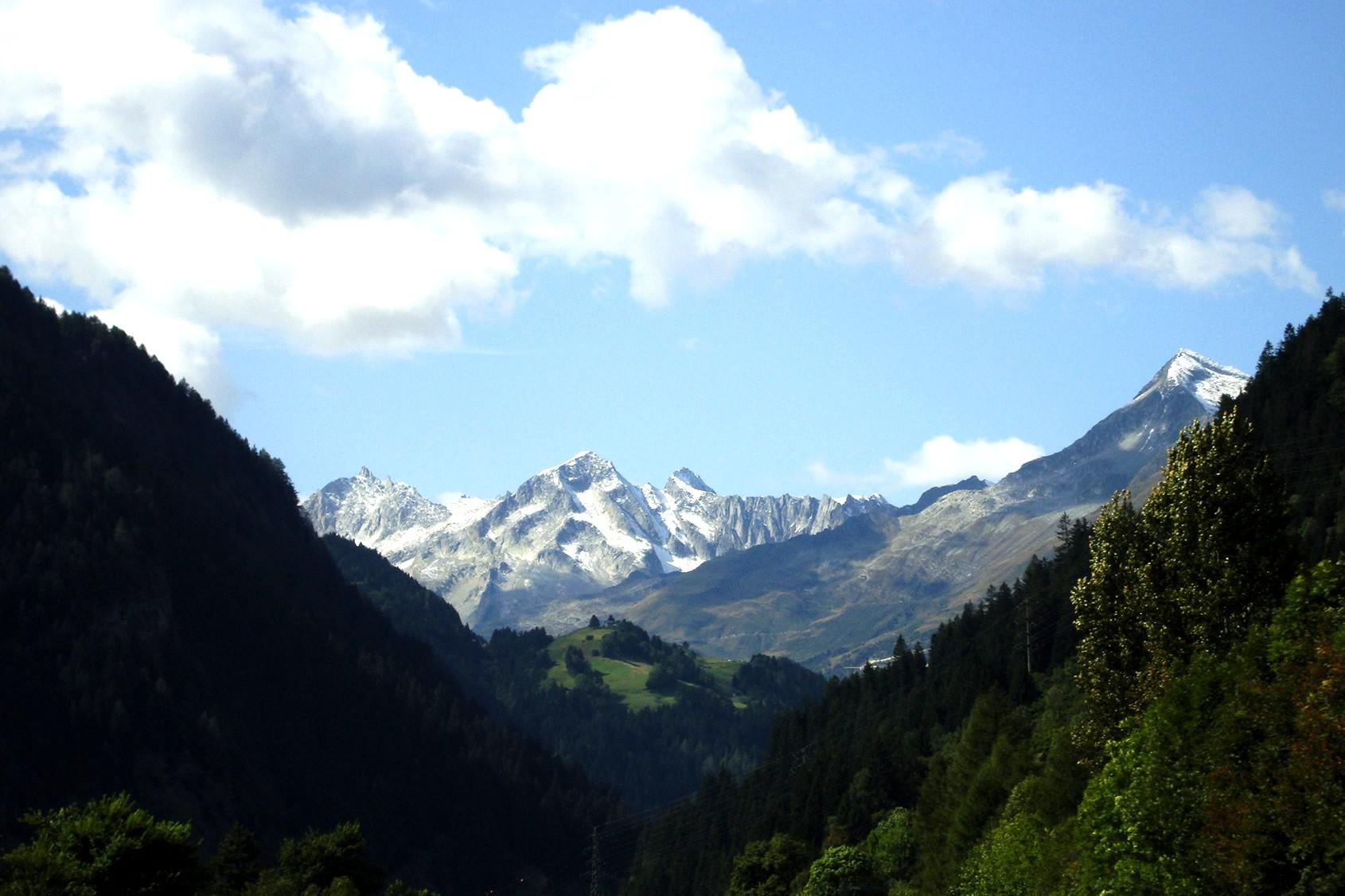
Valle Leventina nelle aree montuose del nord del Ticino

## Storia
Tombe della prima età del ferro, appartenute alla popolazione dei Leponti, sono state rinvenute nei comuni di Quinto, Osco, Dalpe e Chiggiogna. Le più antiche risalgono al VI secolo a.C. Questa popolazione venne romanizzata tra il III e il I secolo a.C. e nel comune di Airolo si sono rinvenuti importanti reperti di quel periodo. La provenienza sia nord alpina che italica di alcuni di essi, indica che la regione era luogo di transito già a quei tempi. Airolo sembra essere stato all'epoca, oltre che stazione di transito per i valichi, anche un importante centro di raccolta di cristalli che poi venivano inviati a Locarno per la produzione del vetro.
La Leventina viene menzionata, per la prima volta in un documento scritto nel testamento del vescovo Attone, in cui il prelato cedeva il territorio delle Tre valli ambrosiane ai canonici del duomo di Milano. Dal XII secolo Blenio e Leventina erano amministrati da un podestà a cui i canonici cedevano l'amministrazione delle valli in cambio di un affitto, il podestà era solitamente di Milano. Nel XIII secolo ogni valle aveva un proprio podestà. Alla fine di questo secolo l'amministrazione della valle venne affidata ai Visconti. La valle nel 1290 - 1292 conobbe una ribellione contro il podestà Ottone Visconti. La ribellione fu capeggiata da Alberto Cerro di Airolo. La ribellione venne sostenuta anche da Blenio, Uri, val d'Orsera, dall'alto Vallese, dalla Vallemaggia e val d'Ossola che in un primo tempo riuscirono a scacciare i funzionari di Visconti, ma nel 1291 la rivolta venne soffocata e Cerro ritorna nell'ombra della storia.
Nel 1403 il trattato con Uri e Obvaldo mette la vallata sotto il controllo degli svizzeri. Controllo che viene perso nel 1422 con la sconfitta confederata nella battaglia di Arbedo e conseguente ritorno sotto il controllo dei duchi di Milano. Gli urani riuscirono di nuovo ad ottenere il controllo sulla Leventina, battendo gli Sforza nella battaglia di Giornico del 1478. In quella battaglia la conoscenza del territorio e l'importante apporto dei leventinesi fu determinante per la vittoria confederata. Nel 1487 il capitolo riconosce la sovranità di Uri sulla valle, essa non era osteggiata dagli abati locali, che mal tolleravano la sovranità dei duchi milanesi. Da questo momento la vallata fu definitivamente legata ai destini confederati, i leventinesi partecipavano regolarmente con contingenti militari a fianco dei confederati in tutte le spedizioni militari del tempo.
Politicamente la Leventina era costituita da un unico comune di valle, che era suddiviso in otto vicinanze, a loro volta suddivise in entità più piccole dette degagne. Le vicinanze potevano contare da tre a cinque Degagne mentre queste ultime erano ancora suddivise in vicinie. Di queste ultime se ne contavano una settantina, mentre le Degagne erano una trentina. Ogni ente controllava un ben preciso territorio giurisdizionale. Questa struttura non vide molti cambiamenti tra il XII secolo e il XIX secolo e in parte sussiste ancora oggi. Il governo della valle era retto da un parlamento generale, che si riuniva una volta all'anno e da un Consiglio che si occupava dell'amministrazione e della giustizia. Uri governava la valle attraverso un balivo che risiedeva a Faido, il balivo aveva più o meno le stesse mansioni del precedente podestà. Sono ancora conservati gli statuti della valle del 1656 e del 1713 mentre i precedenti sono andati perduti.
Nel 1755 scoppiò la rivolta dei leventinesi contro il governo urano per la nuova legge sulle curatele, ne seguì la dura repressione con l'esecuzione dei capi sulla pubblica piazza di Faido.

## Infrastrutture e trasporti

### Strade
Il territorio del distretto è attraversato dall'autostrada A2/E35 Basilea-Chiasso che collega il nord della Svizzera con l'Italia attraverso il San Gottardo, Lugano ed il valico di Brogeda. L'autostrada ha uscite nel distretto ad Airolo, Quinto, Faido e Giornico.
La strada principale 2 attraversa il territorio del distretto da Pollegio al Passo del San Gottardo, passando per Faido. Da Airolo parte la strada per la Valle Bedretto, il Passo della Novena ed il Canton Vallese (Ulrichen).

### Ferrovie
Il territorio del distretto è attraversato dalla ferrovia del Gottardo.

## Località sciistiche
- Airolo (Sito)
- Airolo-Lüina
- Carì (Campello)
- Cioss Prato (Bedretto)
- Dalpe
- Prato Leventina

## Geografia antropica

### Suddivisioni amministrative

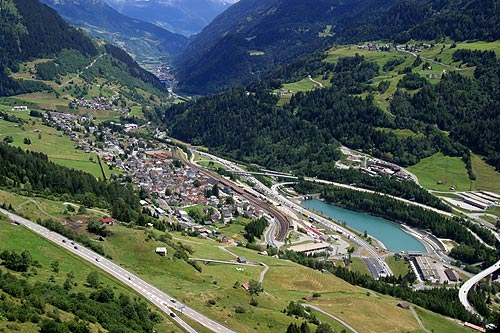
Airolo

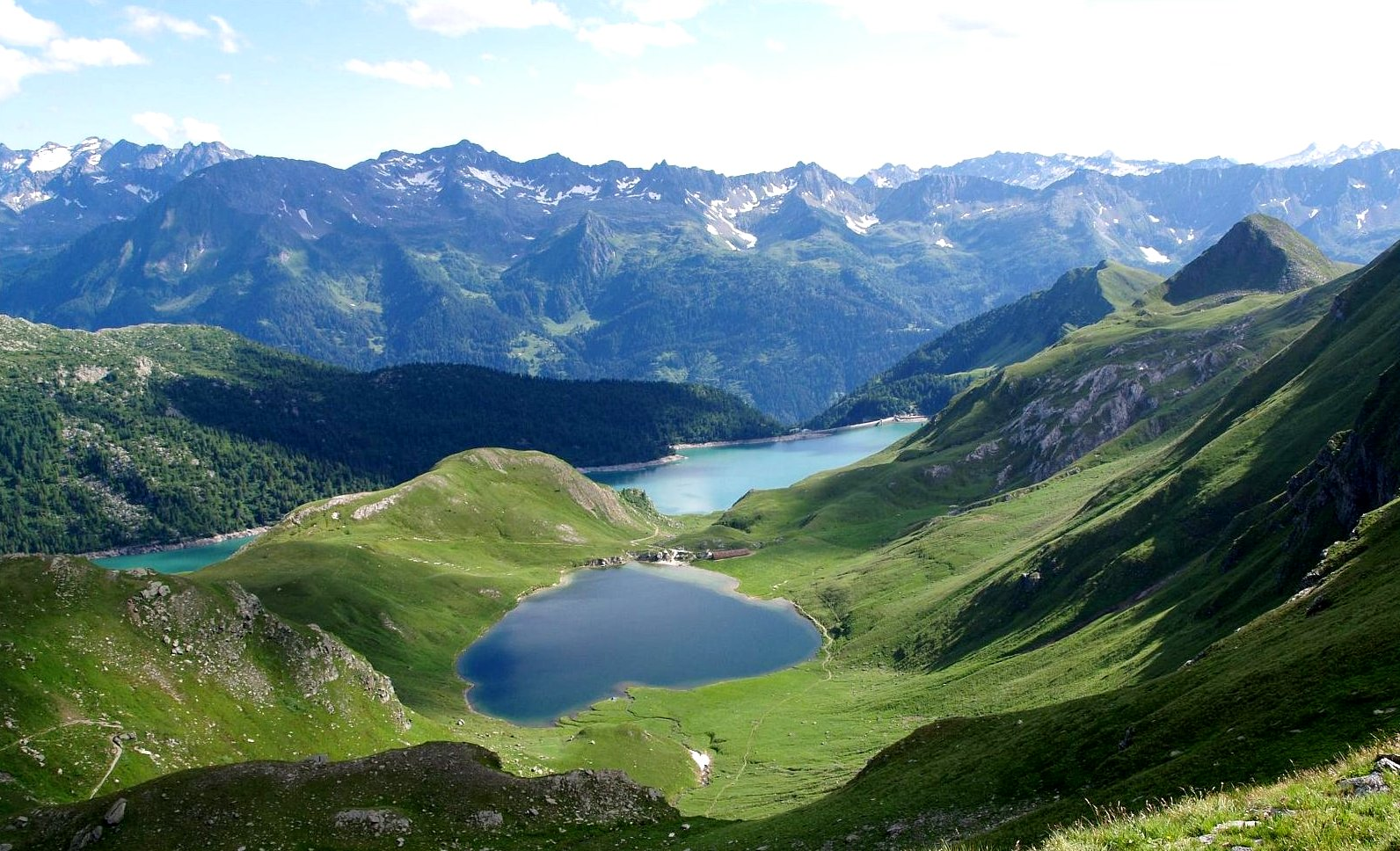
Laghi di Tom e di Ritom, Quinto

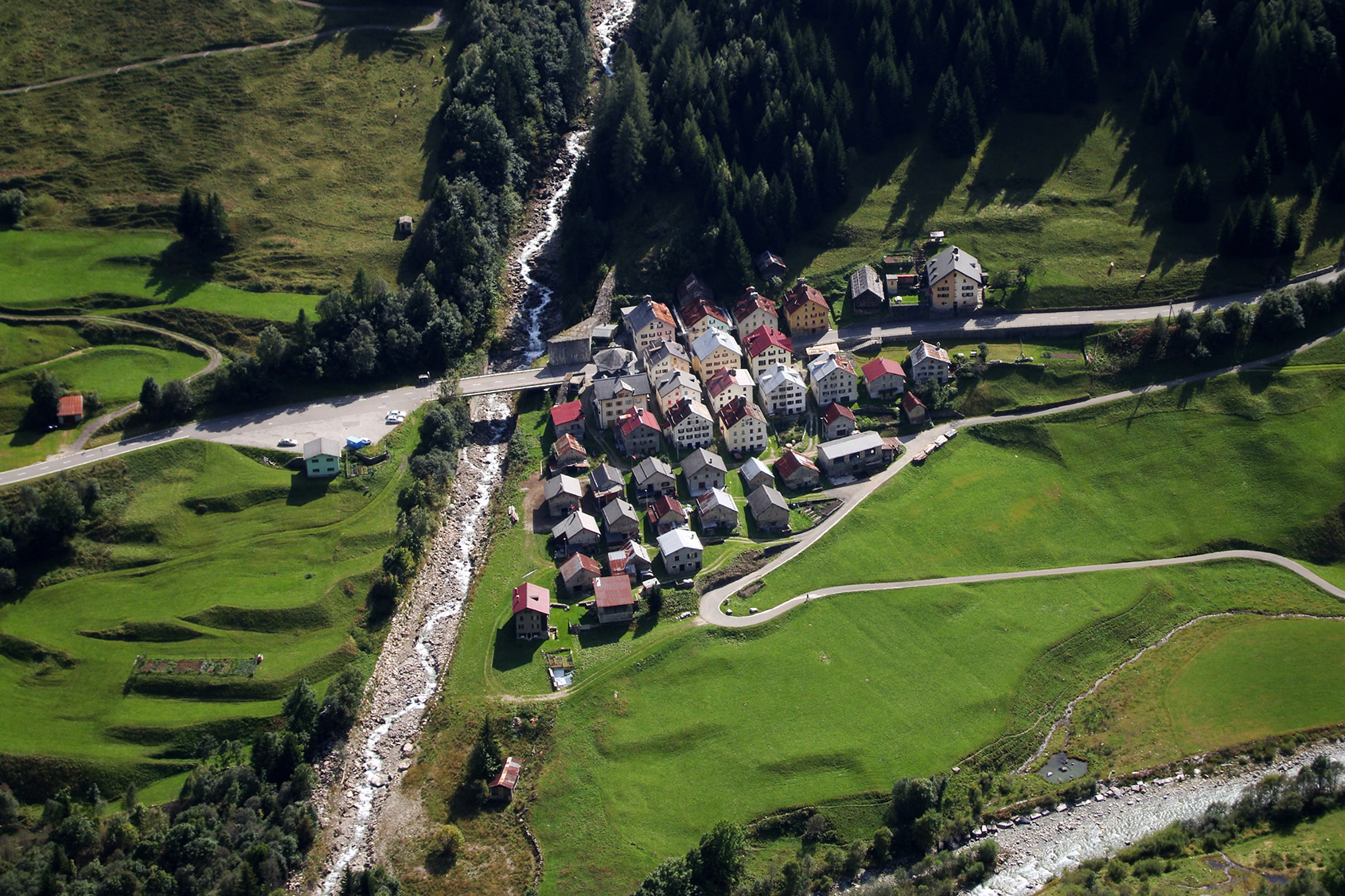
Fontana, Val Bedretto

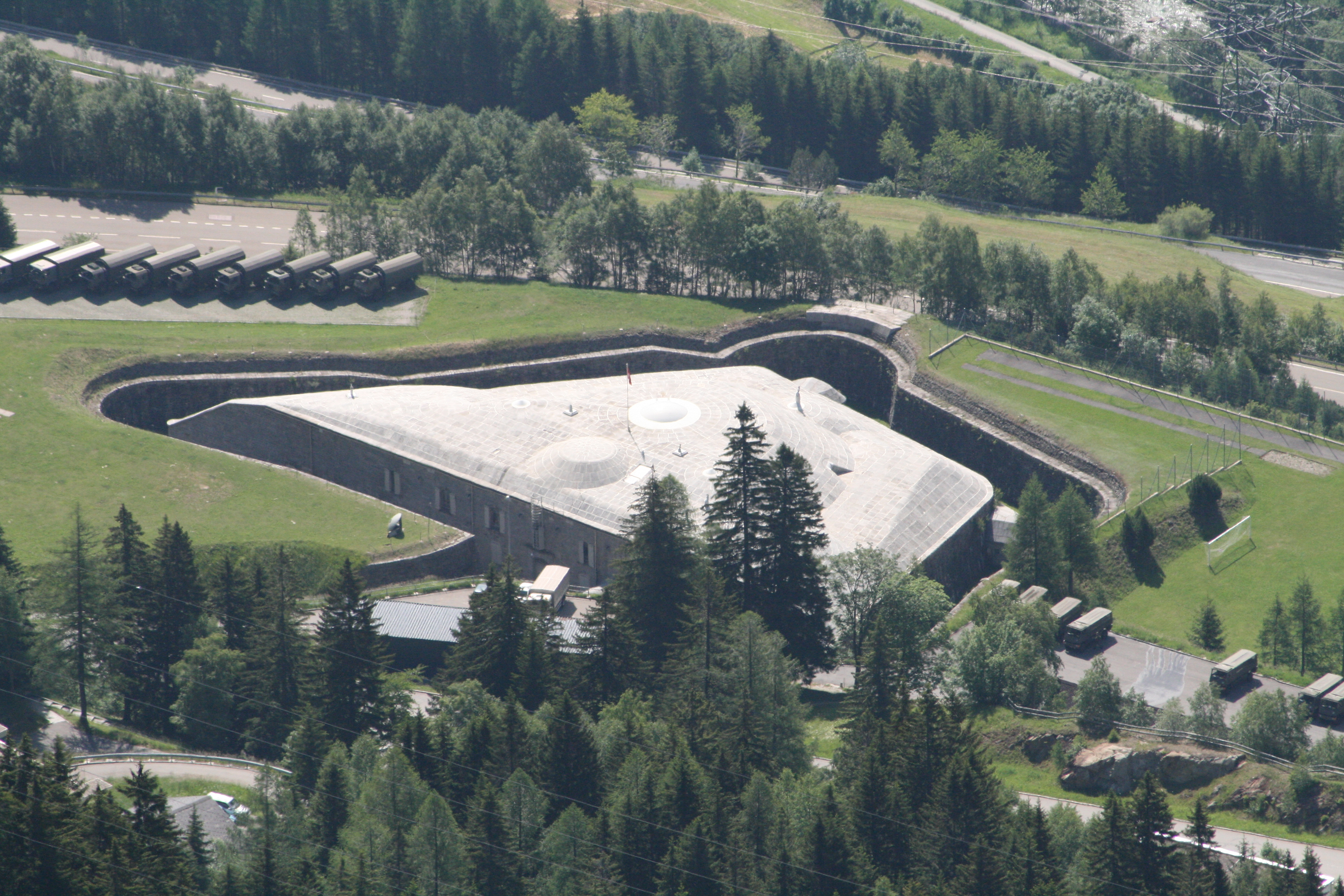
Forte di Airolo

Il distretto di Leventina è diviso in 4 circoli e 10 comuni:
| Circolo di Airolo | Circolo di Airolo | Circolo di Airolo   | Circolo di Airolo |
| Stemma            | Nome del comune   | Abitanti 31-12-2016 | Superficie in km² |
| ----------------- | ----------------- | ------------------- | ----------------- |
| Airolo            | Airolo            | 1 526               | 94,4              |
| Bedretto          | Bedretto          | 109                 | 75,2              |

| Circolo di Faido | Circolo di Faido | Circolo di Faido    | Circolo di Faido  |
| Stemma           | Nome del comune  | Abitanti 31-12-2016 | Superficie in km² |
| ---------------- | ---------------- | ------------------- | ----------------- |
| Faido            | Faido            | 2 978               | 132,7             |

| Circolo di Giornico | Circolo di Giornico | Circolo di Giornico | Circolo di Giornico |
| Stemma              | Nome del comune     | Abitanti 3-12-2016  | Superficie in km²   |
| ------------------- | ------------------- | ------------------- | ------------------- |
| Bodio               | Bodio               | 1 038               | 6,4                 |
| Giornico            | Giornico            | 879                 | 19,5                |
| Personico           | Personico           | 340                 | 39,0                |
| Pollegio            | Pollegio            | 780                 | 5,9                 |

| Circolo di Quinto | Circolo di Quinto | Circolo di Quinto   | Circolo di Quinto |
| Stemma            | Nome del comune   | Abitanti 31-12-2016 | Superficie in km² |
| ----------------- | ----------------- | ------------------- | ----------------- |
| Dalpe             | Dalpe             | 192                 | 14,5              |
| Prato Leventina   | Prato Leventina   | 424                 | 16,9              |
| Quinto            | Quinto            | 1 069               | 75,2              |

## Variazioni amministrative dal 1803

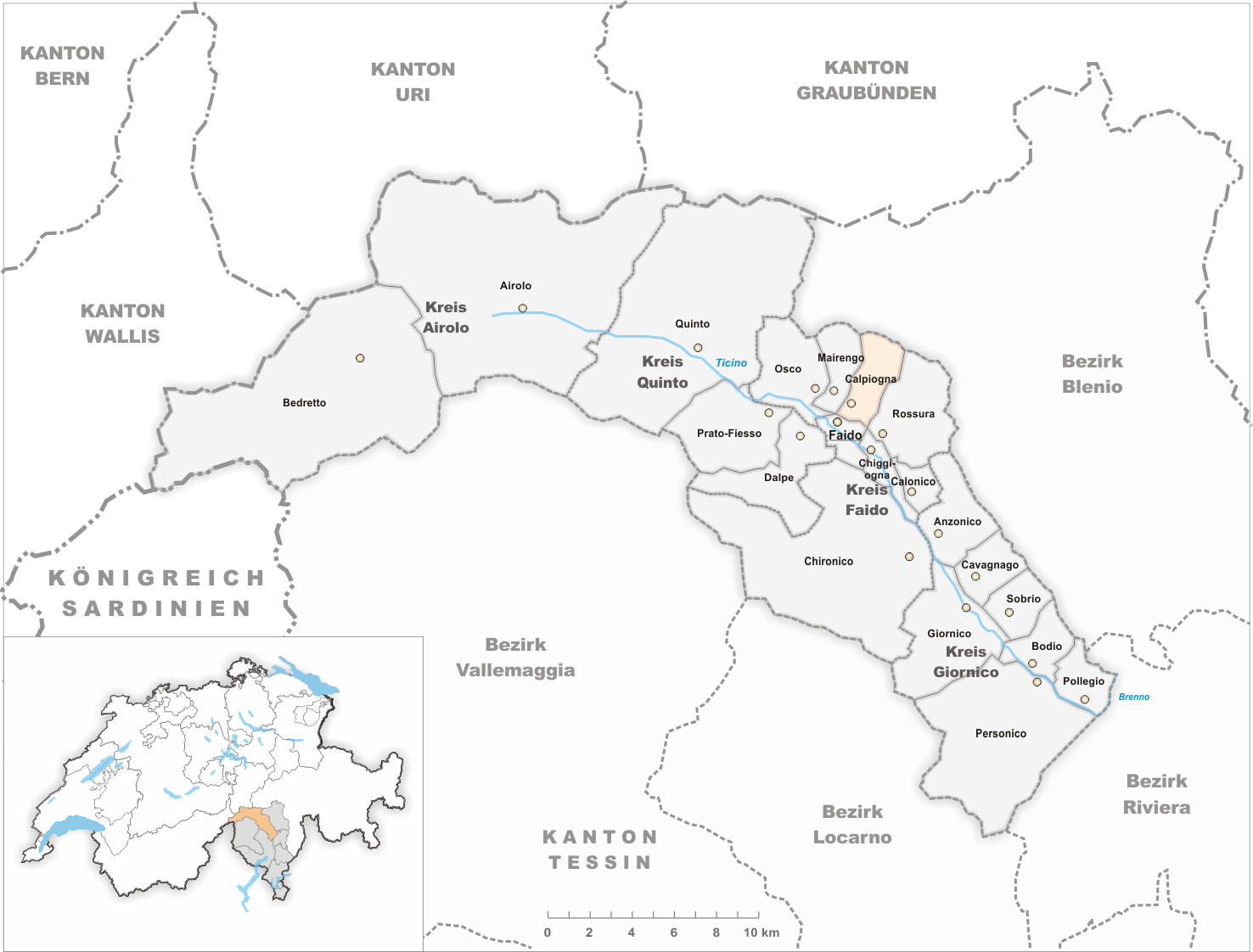
I comuni fino al 1853
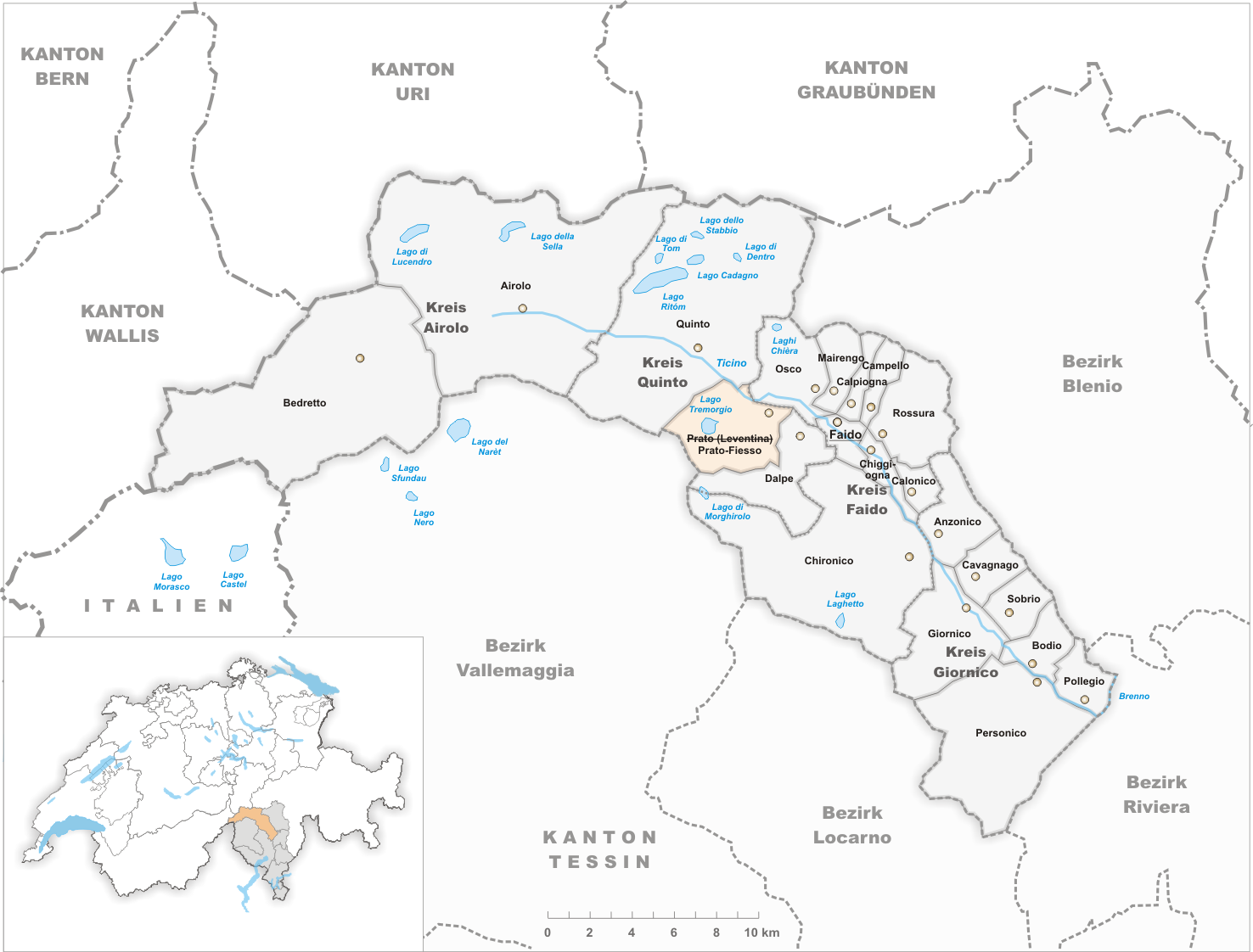
I comuni fino al 1901
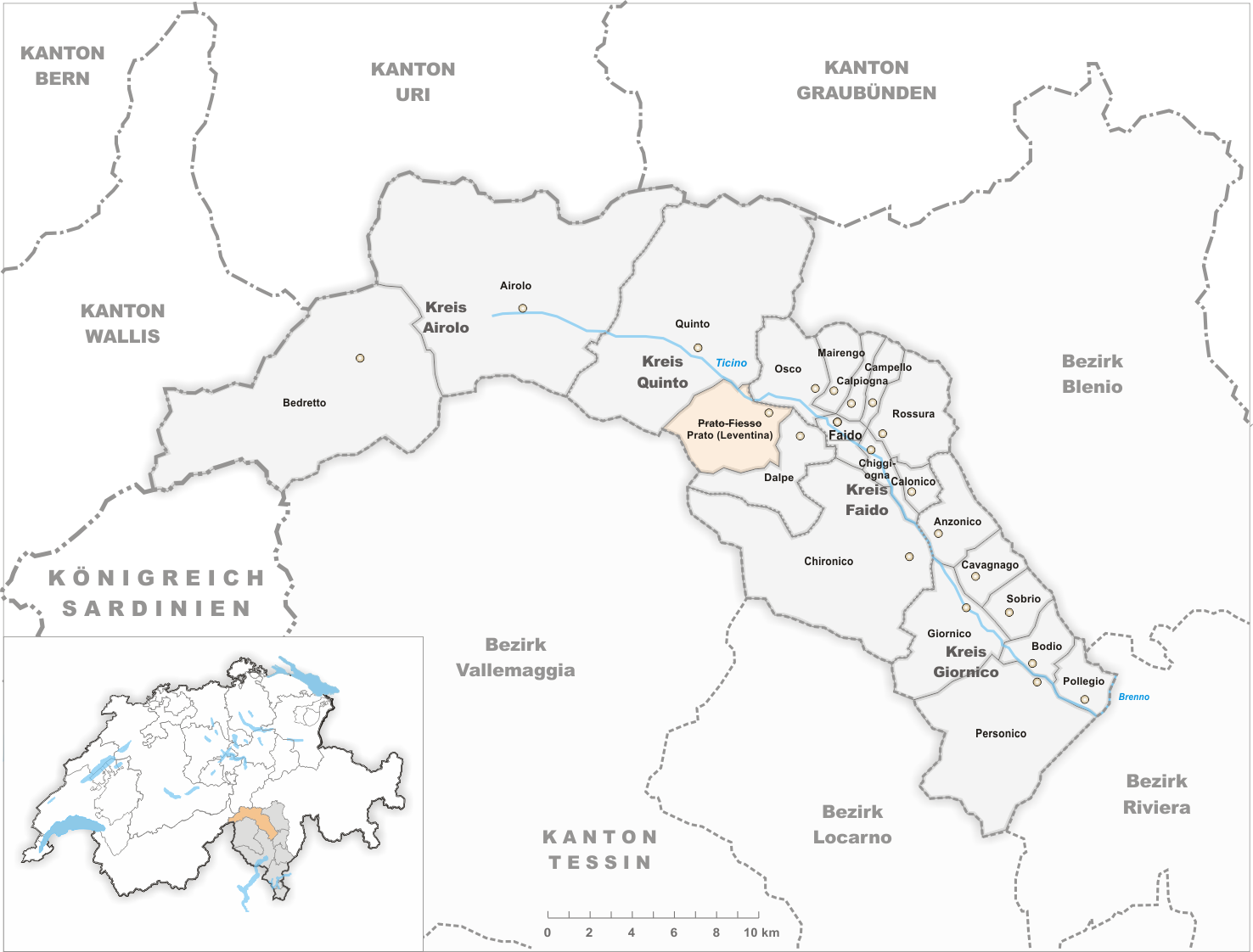
I comuni fino al 1940
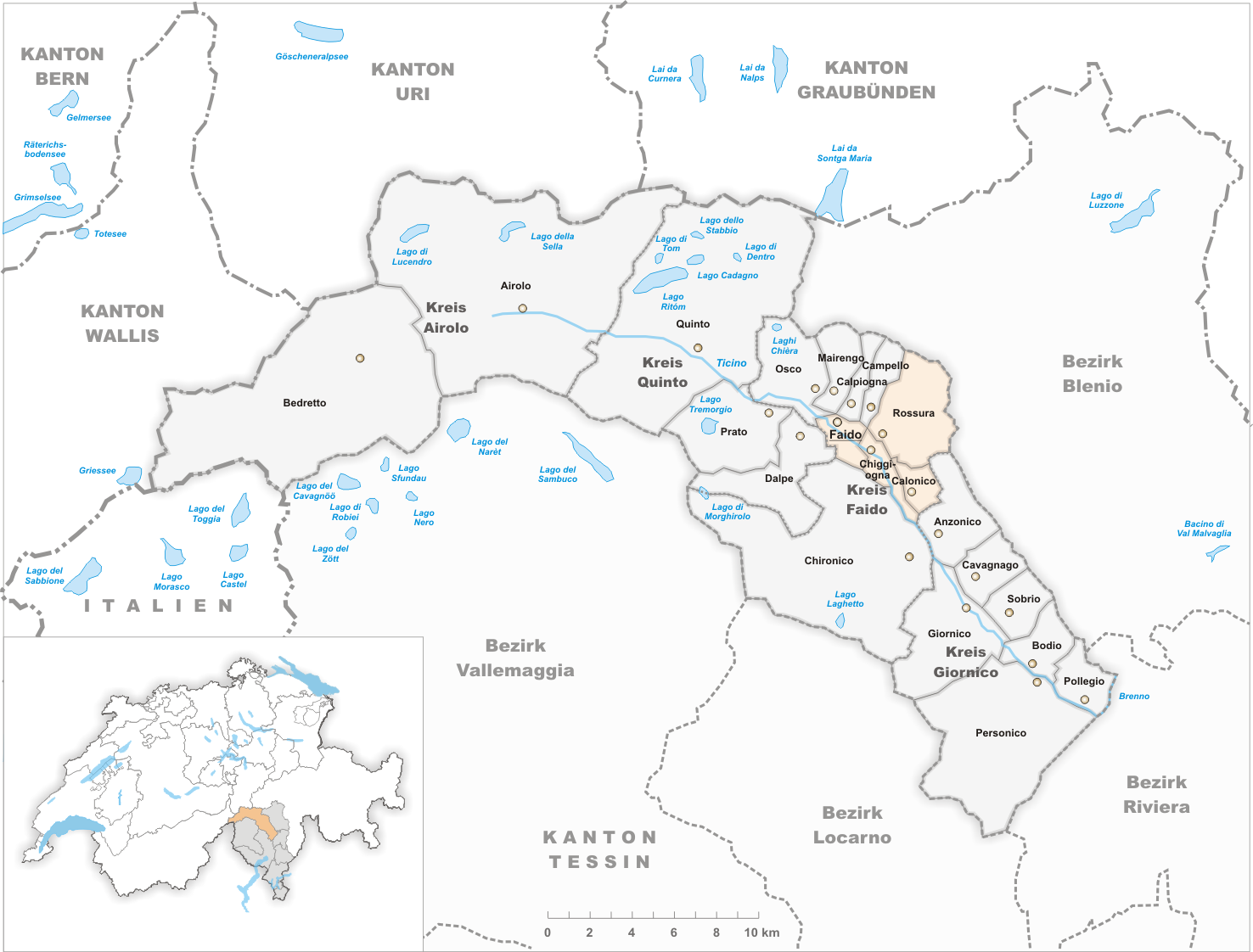
I comuni fino al 2006
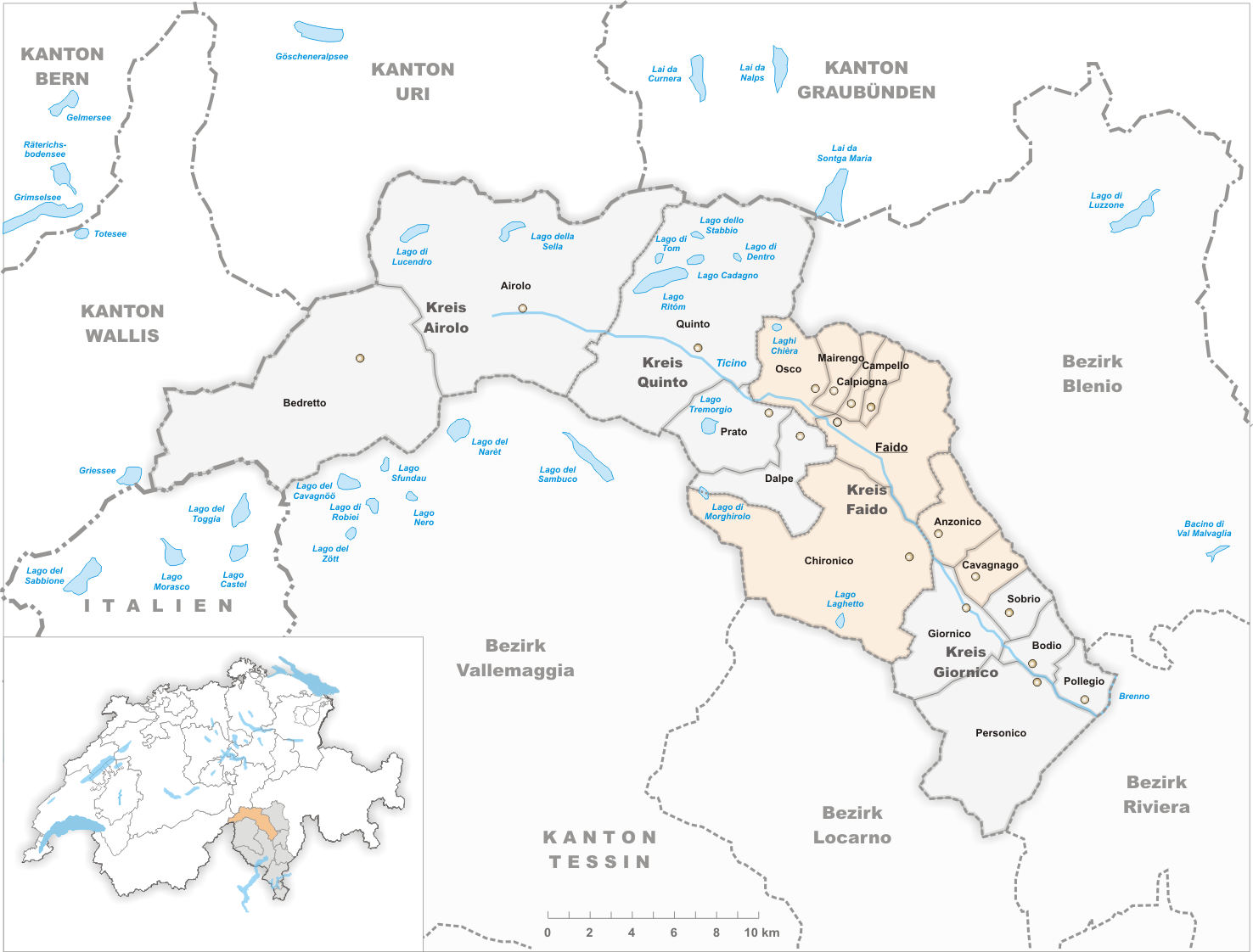
I comuni fino al 2012
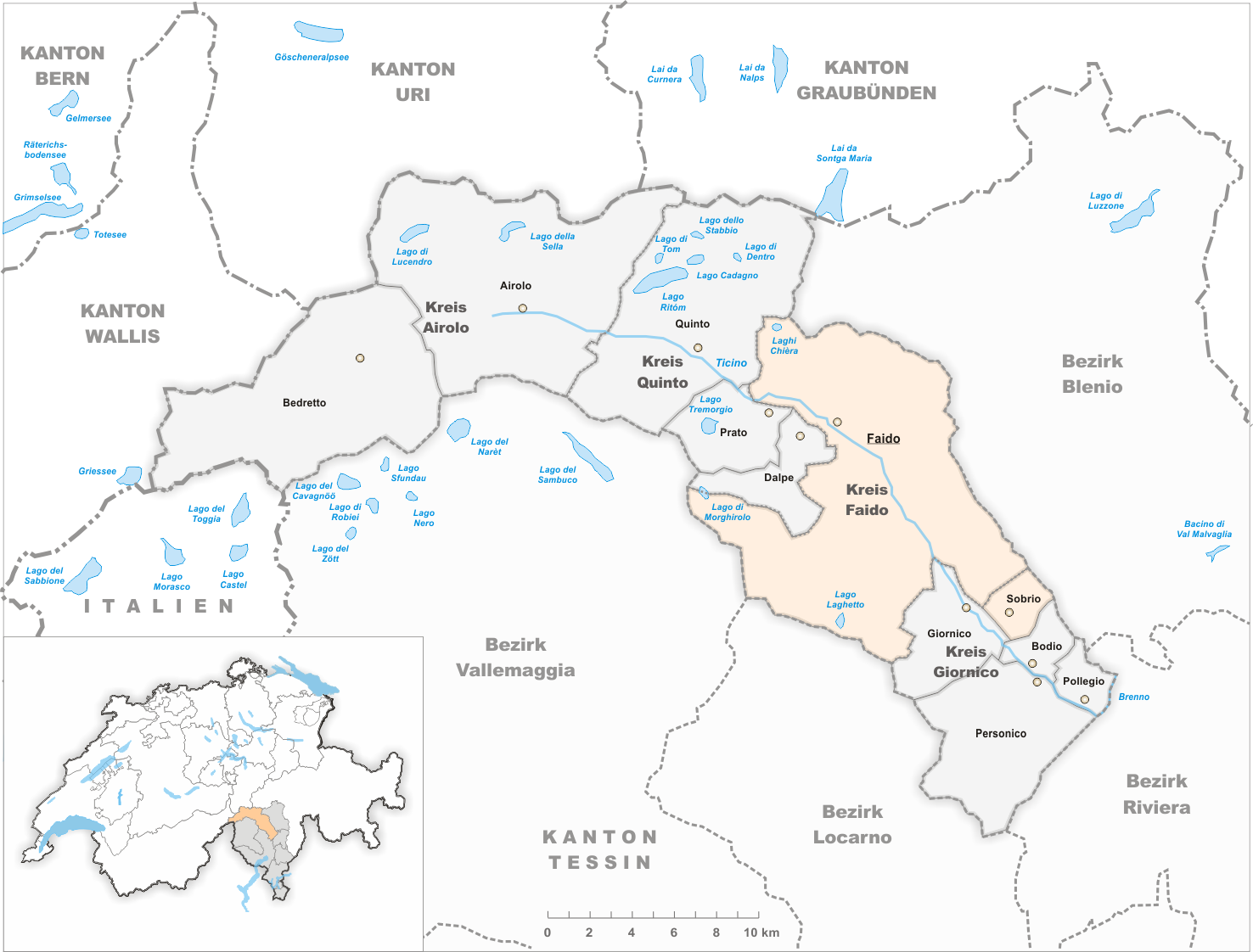
I comuni fino al 2016

- 9 maggio 1853: il comune di Campello viene scorporato dal comune di Calpiogna.
- 14 ottobre 1940: cambio di nome del comune di Prato Leventina.
- 29 gennaio 2006: il comune di Faido ha incorporato i comuni di Chiggiogna, Rossura e Calonico.
- 4 ottobre 2011: il comune di Faido ha incorporato i comuni di Anzonico, Calpiogna, Campello, Cavagnago, Chironico, Mairengo e Osco.
- 23 novembre 2016: il comune di Faido ha incorporato il comune di Sobrio.

Abitanti censiti in Leventina